# William Smith O'Brien
William Smith O'Brien, född den 17 oktober 1803 i grevskapet Clare, död den 18 juni 1864 i Bangor i Wales, var en irländsk politiker, yngre bror till Lucius O'Brien, 13:e baron Inchiquin.

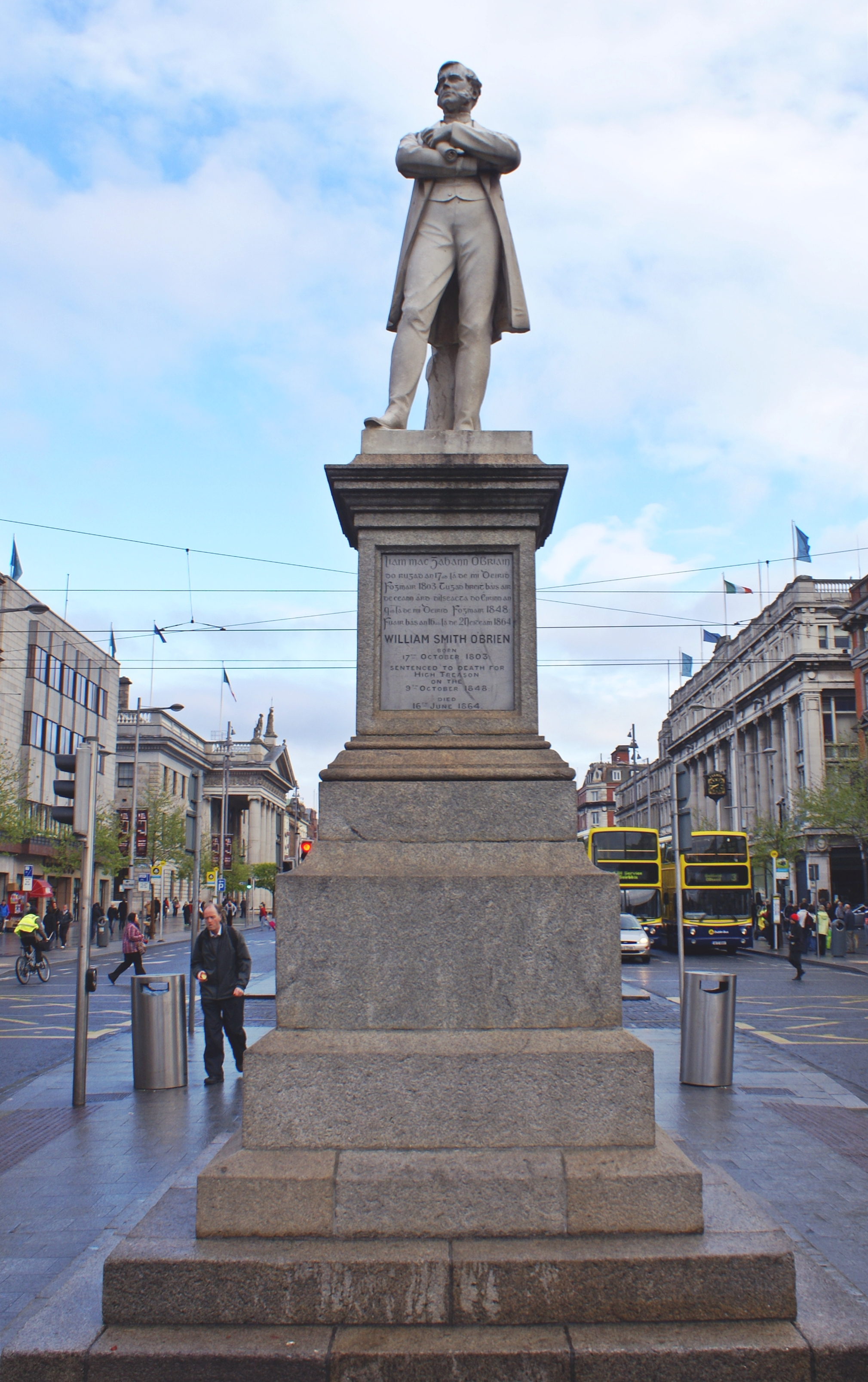
William Smith O'Briens staty.

O'Brien var medlem av underhuset 1828–1831 och 1835–1848 samt började sin politiska bana som anhängare till Peel och ivrig förordare av katolikernas emancipation. Han gjorde sig under 1830-talet bemärkt genom skarp kritik av den engelska förvaltningen på Irland, men ogillade i mycket O'Connells politik och ville i det längsta bevara unionen med England. År 1843 inträdde emellertid O'Brian i O'Connells förbund för unionens upphävande (the repeal association). Han bröt redan 1846 med O'Connell, vars politik då föreföll honom alltför försiktig, och bildade med Charles Gavan Duffy partiet "Det unga Irland", som ej ryggade tillbaka för revolutionär taktik och 1847 organiserades till en "irländsk konfederation" med tydligt framträdande upprorsplaner. År 1848 bildade O'Brien ett "krigsråd" och sökte åstadkomma en bonderesning; han häktades och dömdes till lifstids deportation till Tasmanien. År 1854 sattes han på fri fot, erhöll 1856 fullständig benådning med rätt att återvända till Irland och höll sig därefter från politiken. Han skrev Principles of Government or Meditations in Exile (2 band, 1856). En staty över O'Brien restes i Dublin 1870.